# Station Sadowne Węgrowskie
Station Sadowne Węgrowskie is een spoorwegstation in de Poolse plaats Sadowne.